# Jin Hanato
Jin Hanato (端戸 仁?, Hanato Jin; Yokohama, 31 maggio 1990) è un ex calciatore giapponese, di ruolo attaccante.

## Palmarès

### Club

#### Competizioni nazionali
- Coppa dell'Imperatore: 1

Yokohama F·Marinos: 2013
- J2 League: 1

Shonan Bellmare: 2017
- Coppa J. League: 1

Shonan Bellmare: 2018